# Paratyria paranensis
Paratyria paranensis är en fjärilsart som beskrevs av Louis Beethoven Prout 1938. Paratyria paranensis ingår i släktet Paratyria och familjen mätare. Inga underarter finns listade i Catalogue of Life.